# Nátrium-szulfit
A  nátrium-szulfit (E221) egy az élelmiszeriparban használt tartósítószer melyet húsok, gyümölcsök tartósításra használnak, továbbá fontos vegyipari alapanyag. Mindezeken kívül a fényképészetben, és az uszodák vízének klórtartalmának csökkentésére is használják. A kénessav nátriumsója, képlete Na2SO3.

## Felhasználási területek
- A nátrium-szulfitot legnagyobb mennyiségben a papírgyártásban használják, az oxigén kivonására.

- A fényképészetben filmek és fotópapírok előhívásánál használják.

- A textil- és bőriparban a vegykezelések során az anyagba jutott kén és klór eltávolításra alkalmazzák.

- Élelmiszeripari felhasználása során elsősorban tartósítószerként alkalmazzák gyümölcsök és húsok szavatosságának megőrzésére. Gyümölcsök esetén a nátrium-szulfit erős redukáló hatása meggátolja, hogy a gyümölcs a levegőben található oxigén hatására megbarnuljon, elszíneződjön.

- A vegyiparban aldehidek és ketonok tisztításához alkalmazzák.

## Kémiai tulajdonságok
A nátrium-szulfitból a kénessavnál erősebb savak hatására kén-dioxid szabadul fel:
Na2SO3 + 2 H+ → 2 Na+ + H2O + SO2

## Előállítás
Szóda vizes oldatához kén-dioxidot adnak, majd a keletkező nátrium-szulfitot kikristályosítják:
SO2 + Na2CO3 → Na2SO3 + CO2
37 °C feletti kristályosításkor vízmentes só képződik, alacsonyabb hőmérsékleten Na2SO3·7H2O keletkezik.

## Egészségügyi hatások
Asztmásoknál a tünetek erősödését okozhatja, valamint a B1 és az E-vitamin hatékonyságát csökkenti. Gyermekeknek nem ajánlott.

## Lásd még
- nátrium-szulfát